# Coridorul Scandinavia-Marea Mediterană
Coridorul Scandinavia-Marea Mediterană, prescurtat Coridorul Scan-Med și cunoscut și sub numele Coridorul Helsinki-Valletta, este a cincea din cele nouă axe prioritare ale rețelei transeuropene de transport (TEN-T).

## Descriere
Coridorul Scan-Med este cel mai lung dintre cele nouă coridoare principale ale rețelei TEN-T, acesta își dezvoltă rețeaua de la Sena la Dunăre pe următoarele trei axe și prin următoarele orașe europene.
- Helsinki – Turku – Stockholm – Malmö – Copenhaga – Fehmarn – Hamburg – Hanovra
- Bremen – Hanovra – Kassel  – Würzburg  – Nürnberg – München – Innsbruck – Brenner – Bozen (Bolzano)  – Trento – Verona – Bologna – Roma – Napoli – Bari
- Napoli – Podul strâmtorii Messina[4][nb 1]  – Palermo – Valletta

## Podul strâmtorii Messina
La 18 mai 2021, Comisia Europeană a confirmat, într-un răspuns la o întrebare scrisă a unui parlamentar, că podul Messina (legătura dintre Sicilia și Italia continentală) este de o importanță fundamentală pentru obiectivul Green Deal, deoarece garantează conectivitatea și accesibilitatea tuturor regiunilor europene și se află în centrul politicii TEN-T. Cu toate acestea, este la latitudinea statului italian să contracteze lucrările, pentru care unele programe ale UE ar putea contribui în cadrul financiar multianual 2021-2027.